# 기예르모 프란첼라
기예르모 프란첼라(스페인어: Guillermo Francella, 1955년 2월 14일 ~ )는 아르헨티나의 배우, 코미디언이다. 아르헨티나에서 30여 년간 코미디 연기로 인기를 얻어왔으며, 영화 《엘 시크레토: 비밀의 눈동자》(2009), 《클랜》(2015)에 출연하였다.
《클랜》에서 그는 겉으로는 모범적 가장이지만 그 이면에는 사람들을 납치하고 살해하는 이중적인 주인공 아르키메데스 푸치오 역을 맡았다. 감독 파블로 트라페로는 프란첼라를 "코미디 연기로도 사람을 끌어당길 줄 아는 배우"로 평가했다. 처음에는 코미디 배우로 인식되는 그를 캐스팅하는 데 난항이 많았으나 결과적으로 훌륭히 해냈다는 이야기다.

## 출연작 목록
| 연도 | 제목                       | 원제                   | 배역                | 비고 |
| ---- | -------------------------- | ---------------------- | ------------------- | ---- |
| 2015 | 루도와 쿠르시              | Rudo y Cursi           | 바투타              |      |
| 2011 | 마르시아노 가족            | Los Marziano           | 후안 마르시아노     |      |
| 2009 | 엘 시크레토: 비밀의 눈동자 | El secreto de sus ojos | 파블로 산도발       |      |
| 2015 | 클랜                       | El Clan                | 아르키메데스 푸치오 |      |
| 2022 | 우박 맞은 날               | Granizo                | 미겔 플로레스       |      |